# Dorothy Maclean

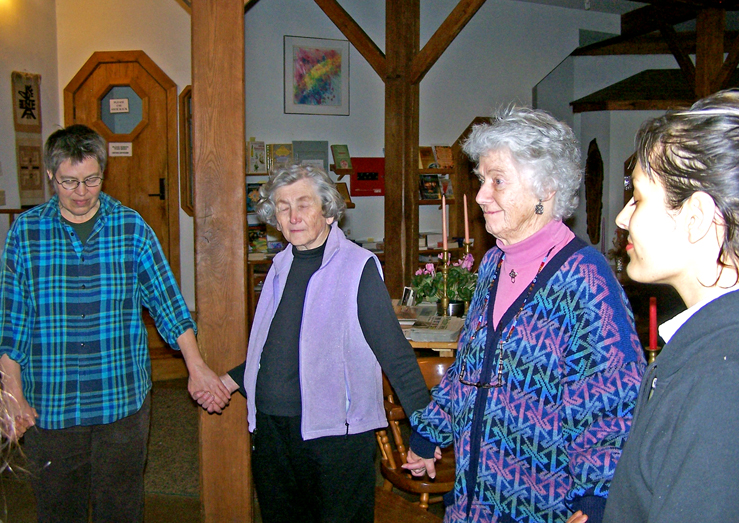
Dorothy Maclean (2008; 2. v. r.)

Dorothy Maclean (* 10. Januar 1920 in Guelph; † 12. März 2020) war eine kanadische Autorin esoterischer Literatur.

## Leben
Dorothy Maclean wurde 1920 in Guelph in der kanadischen Provinz Ontario geboren. Sie machte den Bachelor-Abschluss in Bildender Kunst an der University of Western Ontario. Ab 1941 arbeitete sie für die British Security Coordination in New York City. Sie wurde von dem als Nachrichtenagentur getarnten Geheimdienst nach Panama versetzt und heiratete dort John Wood. Das Paar ließ sich 1951 wieder scheiden.
Bereits früher hatte Maclean verschiedene spirituelle Lehrer getroffen, von denen sie beeinflusst wurde. Sie war in die Gründung der Findhorn Foundation involviert, verließ die Gemeinschaft aber 1973, um mit dem Findhorn-Gründer und New-Age-Autor David Spangler die esoterische Organisation The Lorian Association in Nordamerika aufzubauen.
Nach ihrem Rückzug aus der Öffentlichkeit 2010 lebte sie wieder in Findhorn. Sie starb kurz nach ihrem 100. Geburtstag.

## Schriften
- Du kannst mit Engeln sprechen. Aquamarin-Verlag, Forstinning/München 1983, ISBN 3-922936-24-5.
- Die Engel der Länder und Völker. Wie große Engelwesen über dem Schicksal der Nationen wachen. Aquamarin-Verlag, Grafing 2005, ISBN 3-89427-305-4.
- Bewohnerin zweier Welten. Die Autobiographie der Findhorn-Mitbegründerin. Aquamarin-Verlag, Grafing 2018, ISBN 978-3-89427-811-3.